# Гидроксид-хлорид свинца(II)
Гидрокси́д-хлори́д свинца́(II) (гидроксихлори́д свинца́) — неорганическое соединение,
осно́вная соль свинца и соляной кислоты
с формулой Pb2(OH)2Cl2,
белые кристаллы,
не растворяется в воде.

## Получение
- В природе встречается минерал лаурионит — Pb(OH)Cl[1].
- Добавление щёлочи (KOH, NaOH) к водному раствору дихлорида свинца в атмосфере азота (для устранения углекислого газа), полученный осадок промывается[2]:

PbCl2 + NaOH → NaCl + Pb(OH)Cl↓

## Физические свойства
Гидроксид-хлорид свинца(II) образует белые кристаллы нескольких модификаций:
- тетрагональной сингонии;
- ромбической сингонии, пространственная группа P /nam, параметры ячейки a = 0,71110 нм, b = 0,96987 нм, c = 0,40203 нм, Z = 2[3].

Не растворяется в воде. Произведение растворимости [Pb(OH)+][Cl−] = 7,6·10−7 при 35 °C.

## Химические свойства
- В присутствии воды медленно реагирует с атмосферным углекислым газом, превращаясь в карбонат свинца(II)[2]:

Pb(OH)Cl + CO2 ↔ PbCO3 + HCl
Равновесие смещено вправо, поскольку карбонат свинца менее растворим в воде.
- При нагревании отщепляет воду, превращаясь в оксихлорид свинца(II), при дальнейшем нагревании разлагается на оксид свинца(II) и дихлорид свинца (последний сублимирует)[2]:

{\displaystyle {\mathsf {Pb_{2}(OH)_{2}Cl_{2}\ \xrightarrow {250-280^{o}C} \ Pb_{2}OCl_{2}+H_{2}O\uparrow }}}
{\displaystyle {\mathsf {Pb_{2}OCl_{2}\ \xrightarrow {645^{o}C} \ PbO+PbCl_{2}\uparrow }}}